# Mehmet Aurélio
Mehmet Aurélio, de son nom d'origine Marco Aurélio Brito dos Prazeres, est un ancien footballeur turc d'origine brésilienne, reconverti entraîneur, né le 15 décembre 1977 à Rio de Janeiro.

## Biographie

### En club
Mehmet Aurélio joue au Brésil, en Turquie, et en Espagne. Il dispute plus de 450 matchs en championnat.
Il participe aux compétitions européennes avec les clubs de Fenerbahçe et Beşiktaş. Il joue à cet effet 27 matchs en Ligue des champions (un but), et 19 matchs en Ligue Europa (un but).

### En équipe nationale
Mehmet Aurélio reçoit 37 sélections en équipe de Turquie entre 2006 et 2011, inscrivant deux buts. Toutefois, seulement 36 sélections sont officiellement reconnues par la FIFA.
Il joue son premier match en équipe nationale le 16 août 2006, en amical contre le Luxembourg (victoire 0-1 à Luxembourg). Il inscrit son premier but le 12 septembre 2007, contre la Hongrie. Ce match gagné 3-0 rentre dans le cadre des éliminatoires de l'Euro 2008.
Il est retenu par le sélectionneur Fatih Terim afin de participer au championnat d'Europe des nations 2008 organisé en Autriche et en Suisse. Lors de cette compétition, il joue quatre matchs. La Turquie atteint les demi-finales du tournoi, en étant battue par l'Allemagne.
Il inscrit son second but avec la Turquie le 19 novembre 2008, en amical contre l'Autriche (victoire 2-4 à Vienne). Il reçoit sa dernière sélection le 7 octobre 2011, contre l'Allemagne (défaite 1-3 à Istanbul lors des éliminatoires de l'Euro 2012).

### Carrière d'entraîneur
Il entraîne le club Turc Corumspor.

## Palmarès
Avec Flamengo
- Vainqueur de la Copa Mercosur en 1999
- Champion de Rio de Janeiro en 1996, 1999 et 2000
- Finaliste de la Coupe du Brésil en 1997

Avec Trabzonspor
- Vainqueur de la Coupe de Turquie en 2003

Avec Fenerbahçe
- Champion de Turquie en 2004, 2005 et 2007
- Vice-champion de Turquie en 2006 et 2008
- Finaliste de la Coupe de Turquie en 2005 et 2006
- Vainqueur de la Supercoupe de Turquie en 2007

Avec Beşiktaş
- Vainqueur de la Coupe de Turquie en 2011